# Kupferhof Weide

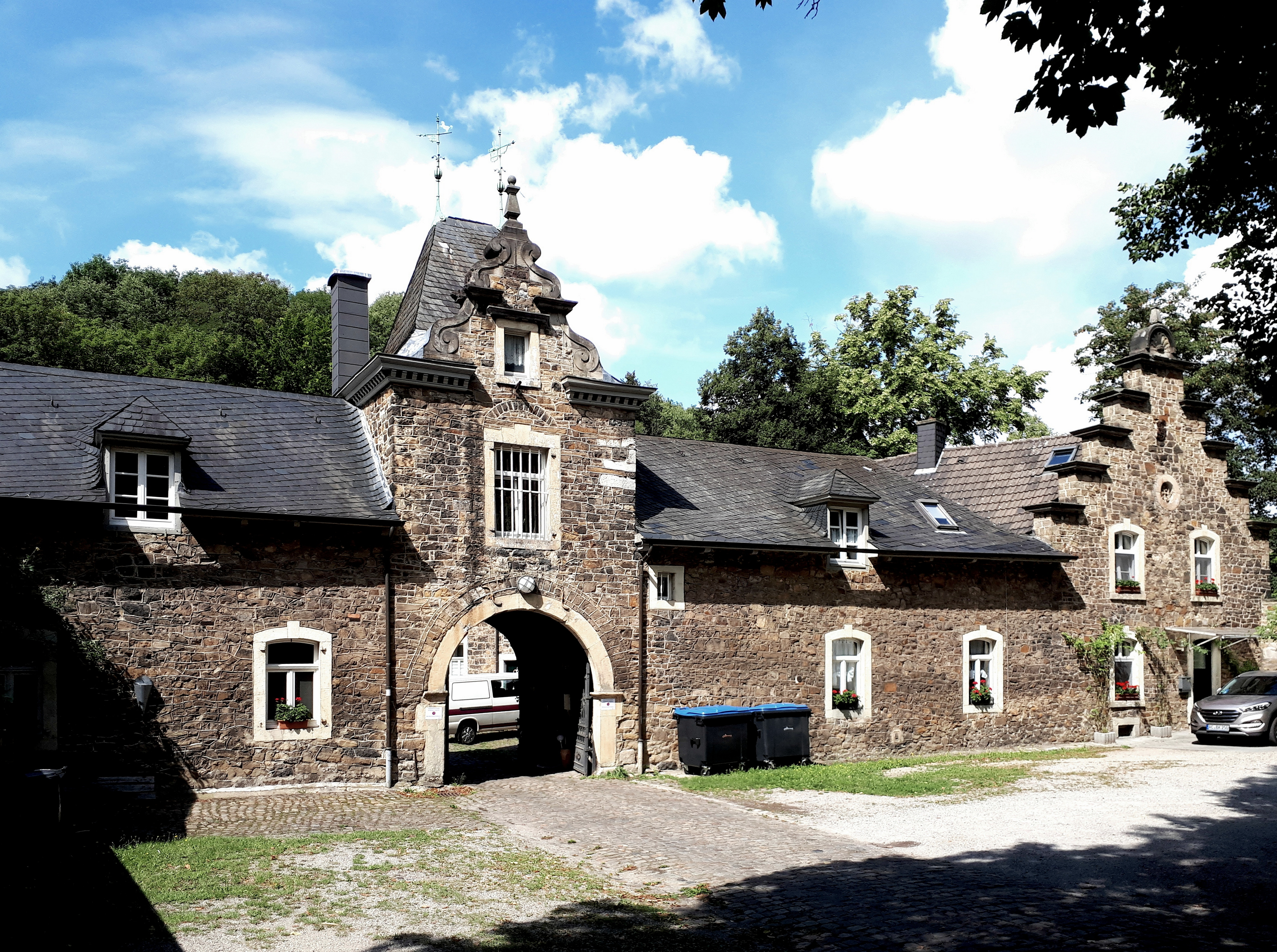
Kupferhof Weide

Die Weide ist ein noch teilweise original erhaltener Kupferhof in der Stadt Stolberg. Das Gebäude befindet sich in direkter Nachbarschaft zum nicht erhaltenen Kupferhof Krautlade und dem noch existierenden Kupferhof Unterster Hof. Die Weide wurde um 1615 von Simon Lynen errichtet, das Haupthaus aber im Zweiten Weltkrieg fast völlig zerstört. Die Nebengebäude blieben erhalten.

## Besitz der Familie Lynen
Simon Lynen (* 1589/90 in Aachen, † 31. März 1651 in Stolberg) zog aus Aachen nach Stolberg und errichtete dort um 1615 den Kupferhof Weide. Der Vertrag von Xanten gewährleistete zwar die freie Religionsausübung, aber einige Kupfermeister hatten zuvor aus Gründen der Aachener Religionsunruhen die Stadt verlassen müssen und waren nach Stolberg gezogen. Unter ihnen befanden sich zahlreiche Verwandte Lynens. Seine Frau war die Enkelin des bereits nach Stolberg gezogenen Kupfermeisters Leonhard Schleicher. Ihre Mutter war die Schwester von Jeremias I. Hoesch (1568–1643), der in Stolberg ebenfalls einen Kupferhof, die Neue Krautlade, errichtet hatte. Ihre Schwester Maria (* 1593, † 1640) hatte Heinrich Peltzer (* 1593; † 22. Oktober 1645 in Stolberg), ebenfalls einen in Stolberg ansässigen Kupfermeister, geheiratet. Diese Situation hatte es Simon Lynen leicht gemacht, eine Entscheidung für Stolberg zu treffen.
Man kann davon ausgehen, dass die Nähe von so vielen Höfen (insgesamt befinden sich sieben Kupferhöfe in diesem Bereich Stolbergs) verwandter Kupfermeister kein Zufall war. Sie bot Schutz in der gefährlichen Zeit des Dreißigjährigen Krieges.
Die Lage des Kupferhofes wies eine Besonderheit auf. Trotz der geografischen Nähe zur Burg Stolberg besaß der Unterherr von Stolberg kein Verfügungsrecht über die Fläche. Die Weide lag auf dem Gebiet der kleinen Herrschaft Schnorrenfeld. Diese unterstand dem Herrn der Nothberger Burg, wobei der Abt der Reichsabtei Kornelimünster Schutzherr über die bereits zuvor dort errichteten Höfe Krautlade und Unterster Hof war.
Vor seinem Umzug nach Stolberg besaß Simon Lynen einen Kupferhof in Eilendorf, dessen Lage aber nicht bekannt ist. Das Galmeierz stammte wahrscheinlich aus der Region um Verlautenheide. Ein befahrbarer Weg bestand zwischen Eilendorf und Stolberg, so dass eine wirtschaftliche Verbindung zum Kupferhof gewährleistet war.
Die Wahl des Bauplatzes für den Kupferhof Weide hatte jedoch Nachteile. Das Gefälle des am Hof vorbeifließenden  Vichtbaches reichte nicht aus, Wasserräder zum Betrieb eines Hammerwerkes zu nutzen. Deshalb konnte die Weide lediglich als produzierender Kupferhof und nicht als verarbeitender Kupferhammer genutzt werden. Hierdurch entstand eine stete Abhängigkeit von einem messingverarbeitendem Unternehmen.
Simon Lynen hinterließ aus zwei Ehen vier Söhne und fünf Töchter sowie 27 Enkelkinder. Seine Erben, darunter sein Schwiegersohn Jakob Bernhard Rütger Schmits, verkauften den Kupferhof Weide entsprechend einer Urkunde vom 21. Januar 1723 an Theodor Peltzer und seine Frau Margarete Prym. Der Kaufpreis betrug 1900 Reichstaler und 80 Albus.

## Besitz der Familie Peltzer
Der Hof Weide befand sich von 1723 bis 1805 im Besitz der Familie Peltzer.
Der neue Besitzer des Kupferhofes Weide, Theodor Peltzer († 1738), Bürgermeister von Stolberg, und seine Frau Margarete Prym († 1761) erweiterten den Hof um die auf der anderen Bachseite gelegene Kuhklau-Galmeimühle.
Ihr Sohn Heinrich (* 1710) baute den Hof im Jahre 1762 um und nahm zusätzlich seinen weiteren Ausbau vor. Über der Haustür des Herrenhauses brachte er zur Erinnerung an seine Eltern die Buchstaben T.P. (Theodor Peltzer) und M.P. (Margarete Prym) an.
Über den Aufbau des Hofes liegt eine Beschreibung aus dem Jahre 1843 vor, die dem Aufbau zur Zeit der Familie Peltzer wiedergibt.
Im Erdgeschoss des Herrenhauses befand sich ein Vorflur, eine mit Hausteinen belegte Küche, vier Stuben und ein Salon, im Obergeschoss der Korridor (auf der Südseite) und sieben Stuben sowie auf dem sehr geräumigen Dachboden eine Dachstube. Das südlich an das Torgebäude angrenzende Haus nahm das Comptoir, eine Werkstube und ein Mangelhaus auf, welche letztere beide je ein Tor zur Hofseite aufwiesen. Am Südende befand sich ein Raum für das Stamphäuschen und den Krösensöller [Krösen=Tiegel]. Das obere Geschoss hatte drei Luken, und es befanden sich wohl auch hier Wohnräume für das Gesinde, ebenso existierte wie noch heute, über der Toreinfahrt eine Stube mit Fenstern nach außen und innen. Nördlich vom Torgebäude war dagegen keine Wohnung beschrieben. Dort befand sich eine mit Toröffnung zugängliche Remise. Im anschließenden Nordflügel lagen Wagenremise, Pferdestallung und eine Waschküche, also auch keine Gesindestube, vor dem Tor, zwischen dem Hofgebäude und dem Teiche, der Blumengarten und eine kleine, mit einer Gitterwand von Holz eingeschlossene Wiese.
Heinrich Peltzer ließ mit großer Wahrscheinlichkeit die Gießereierzeugnisse seines Hofes auf dem benachbarten Untersten Hof verarbeiten, der seinem Schwager Leonhard Schleicher (* Juni 1700, † 9. Dezember 1741) gehörte.
Die Familie Peltzer hatte auf dem Kupferhof keinen wirtschaftlichen Erfolg und verkaufte die Weide am 13. November 1805 an Matthias Leonhard Schleicher († 7. Oktober 1836). Als Verkaufspreis wurden 11000 französische Francs vereinbart.

## Besitz der Familie Schleicher

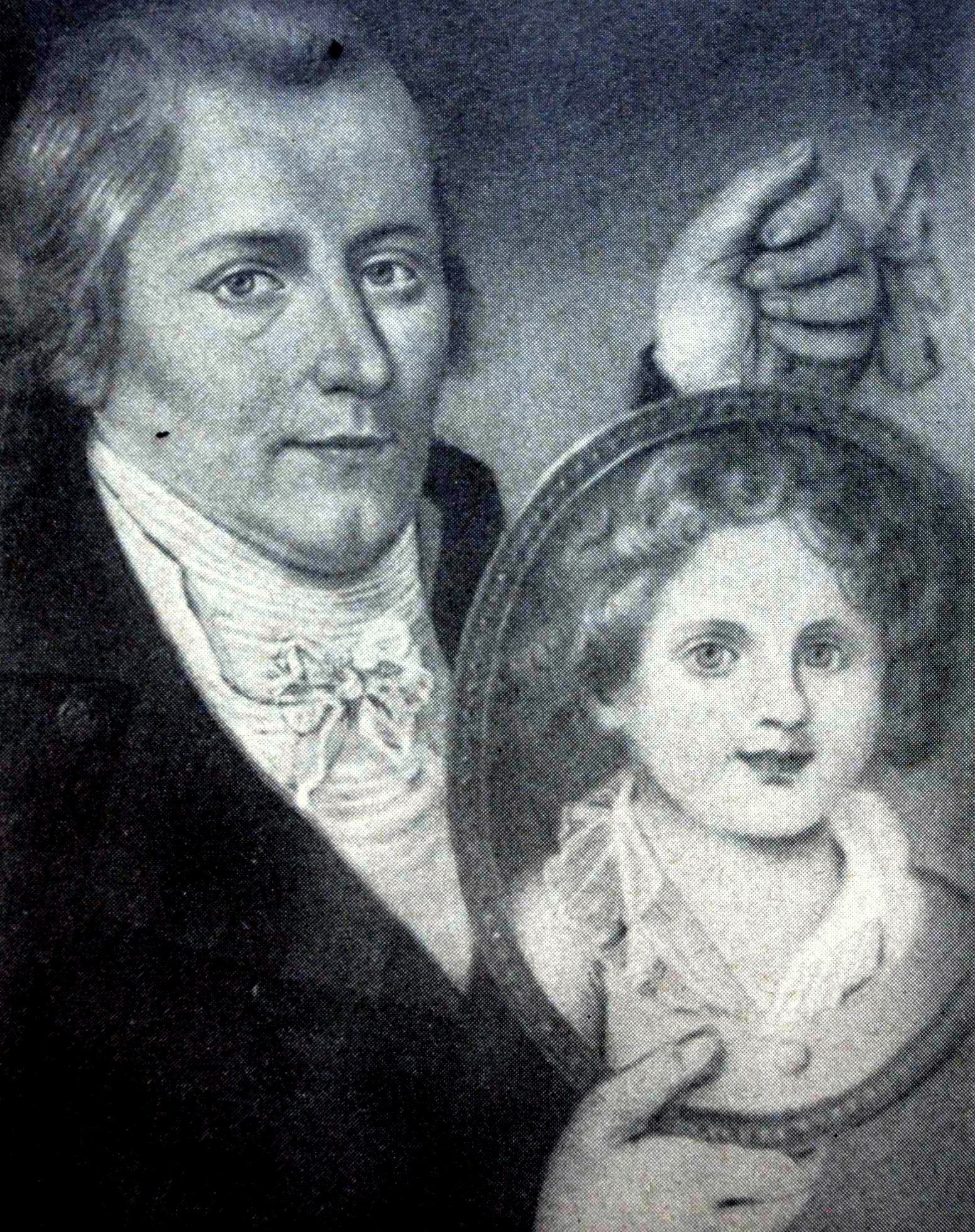
Matthias Leonhard Schleicher (1758–1836)

Nachdem Matthias Leonhard Schleicher den Kupferhof Weide gekauft hatte, besaß er nun zwei benachbarte Kupferhöfe. Aus diesem Grunde entschied er sich, bereits am 5. Mai 1806 durch den Kauf von vier Gartenparzellen die Möglichkeit eines direkten Fahrwegs zwischen der Weide und dem Untersten Hof zu schaffen. Er erwarb vom Grobschmied Johann Roeben, den Schustern Matthias Elias Ledicke und Johann Ludwig Ledicke sowie dem Kupferschläger Johann Friedrich Elkenhans für jeweils sechs Reichstaler Grundstücke. Hier legte er einen Weg an, der bis zum Jahr 1941 als Schleichers Privatweg bekannt war und danach zur Schmidtstraße wurde.
Matthias Leonhard Schleicher wirtschaftete in der ökonomisch schwierigen Zeit sehr erfolgreich, und es gelang ihm, sein Vermögen zu verzehnfachen.

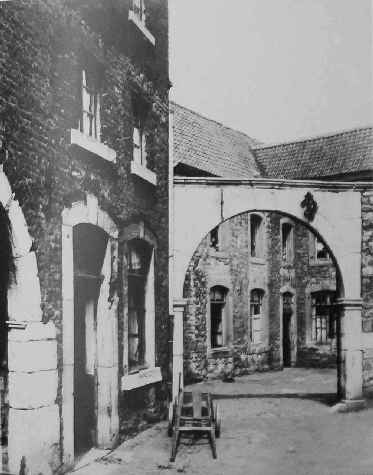
Wuppermanns Hof, zuvor Alte Krautlade

Wann Matthias Leonhard Schleicher mit seiner Familie in die Weide einzog, ist nicht genau bekannt. Vermutlich war es 1812 nach der Heirat seines Sohnes Matthias Ludolf, spätestens aber 1822, als der inzwischen 64-jährige Kupfermeister seine gesamten Geschäfte an seine drei Söhne übertrug. Aber selbst im fortgeschrittenen Alter versuchte er, die Größe der Weide zu vermehren, und kaufte weitere Gärten hinzu, bis das Grundstück schließlich an die Gärten des Wuppermannschen Hofes heranreichte, den er am 29. August 1832 von den Erben des Johann Wuppermann gekauft hatte.
Aufgrund eines übermittelten Schreibens von Matthias Schleicher vom November 1831 kann davon ausgegangen werden, dass er die Absicht hatte, ein Baugrundstück für den Fall zu erwerben, dass die wirtschaftliche Situation der Weide eine Erweiterung erforderlich machen würde.
Matthias Pläne wurden nie umgesetzt, da nach seinem Tod die Gärten das Erbe seines Sohnes Johann Leonhard wurden. Dieser verkaufte sie an den Gastwirt Gottfried Gohsen.
Die wirtschaftliche Situation des Kupferhofes Weide verschlechterte sich jedoch nicht so rasch, wie Matthias Schleicher es befürchtet hatte. Im Gegenteil, am 24. April 1836 erhielt Matthias Leonhard Schleicher vom preußischen Finanzministerium die Konzession, für die niederrheinischen Provinzen zu Bonn in der Weide eine Messinghütte mit acht Öfen und den entsprechenden Gießvorrichtungen zu errichten.
Napoleon Jeremias Schleicher (* 8. August 1801 in Stolberg, † 12. März 1875 in Wiesbaden) erbte nach dem Tod Matthias Leonhard Schleichers den Hof. Er und sein Bruder setzten die Arbeiten auf dem Hof fort.
Im Herbst des Jahres 1841 wurde die Eisenbahnverbindung zwischen Köln und Aachen in Betrieb genommen und Stolberg erhielt eine Anbindung. Der Stolberger Bahnhof musste aufgrund der Streckenführung abseits der Stadt errichtet werden und die Verbindung zu den Kupferhöfen war extrem ungünstig. Aus diesem Grunde war es erforderlich, eine neue Verbindungsstraße zwischen dem Stolberger Stadtteil Mühle und dem Bahnhof in der Atsch anzulegen, die mit der heutigen Eisenbahnstraße entstand. Vom Grund des Hofs Weide wurde zur Errichtung dieser Verbindung eine Fläche von fünfzig Ruthen und 98 Fuß zum Preis von 84 Talern und 29 Silbergroschen verkauft. Die Stadt errichtete eine neue Begrenzungsmauer, die die Weide von der Straße abgrenzte.
Napoleon Schleicher baute zur Beseitigung bestehender Probleme in der Wasserversorgung der Kuhklau-Mühle in der Hamm-Mühle im Münsterbachtal drei Mühlenbäume. Mit ihnen betrieb er einen Drahtzug. Leider kam es immer wieder zu Streitigkeiten mit weiteren Besitzern.
Zum Besitz des Kupferhofs Weide gehörte eine weitere Kupfermühle. Diese befand sich am Omerbach oberhalb von Hastenrath. Es handelte sich um die Scherpenseeler Mühle. Sie wurde um 1730 von keinem geringeren als Tilmann Ru(o)land, dem Architekten des Kupferhofes Rosenthal und des Kirchenschiffes der Finkenbergkirche erbaut. Leider hatte besagter Ru(o)land in seiner Karriere damit weniger Glück, da ihn die Bauherren Simon Lynen und Theodor Florenz Peltzer wegen der Nichteinhaltung der ausgemachten Bausumme von 170 Louis d’or und weiteren Vergehen einen Prozess machten, was ihn wohl letztlich zur Abwanderung aus seiner Heimat bewog. Aufgrund der unzureichenden Leistung dieser Mühle hatte Napoleon Schleicher als erster Kupfermeister Stolbergs eine sechzig PS starke Dampfmaschine aufstellen lassen. Die fixen Kosten der nur im kontinuierlichen Betrieb rentabel arbeitenden Maschine wurden jedoch falsch eingeschätzt, so dass der wirtschaftliche Erfolg der für die damalige Zeit modernen Anlage ausblieb. Hinzu kam, dass die Zeit zwischen 1860 und 1886 für viele Wirtschaftsunternehmen große Unsicherheiten barg, da die Technik immer rascher Einzug in die Unternehmen nahm.
Am 3. März 1864 verkaufte Napoleon Schleicher die Kuhklau-Mühle für vierhundert preußische Kurant an den Messingfabrikanten Julius von Asten. Dies ist ein Indiz dafür, dass die zurückgehende Messingfabrikation auf dem Kupferhof Weide keine eigene Mühle mehr benötigte. Die Bedeutung der Kuhklau-Mühle ist nie besonders groß gewesen. Das Gefälle des sie antreibenden Baches war gering und reichte kaum aus, Mühlräder anzutreiben. Außerdem stand sie nur zwischen 22 Uhr abends und fünf Uhr morgens zur Verfügung. In der übrigen Zeit konnte sie nur genutzt werden, wenn niemand anders ihre Wasserkraft benötigte. Hinzu kam, dass die Wasserversorgung des Kuhklauer Mühlenteichs oft unzureichend war und speziell in Zeiten von Dürren kaum Wasser zur Verfügung stand.
Die Zinkhütte im Nachbarort Münsterbusch kontaminierte ab 1855 mit ihren Abgasen die Umgebung des Kupferhofes erheblich. Es kam zu einem Absterben der Vegetation. Napoleon Schleicher verlor das Interesse an dem Betrieb und entschloss sich schließlich, Stolberg zu verlassen und seinen neuen Wohnsitz in Wiesbaden zu nehmen. Die Geschäfte übergab er seinem ältesten Sohn Robert (* 20. September 1827, † 13. August 1872), der das Unternehmen unter dem Namen Robert Schleicher & Cie. weiter geführte.

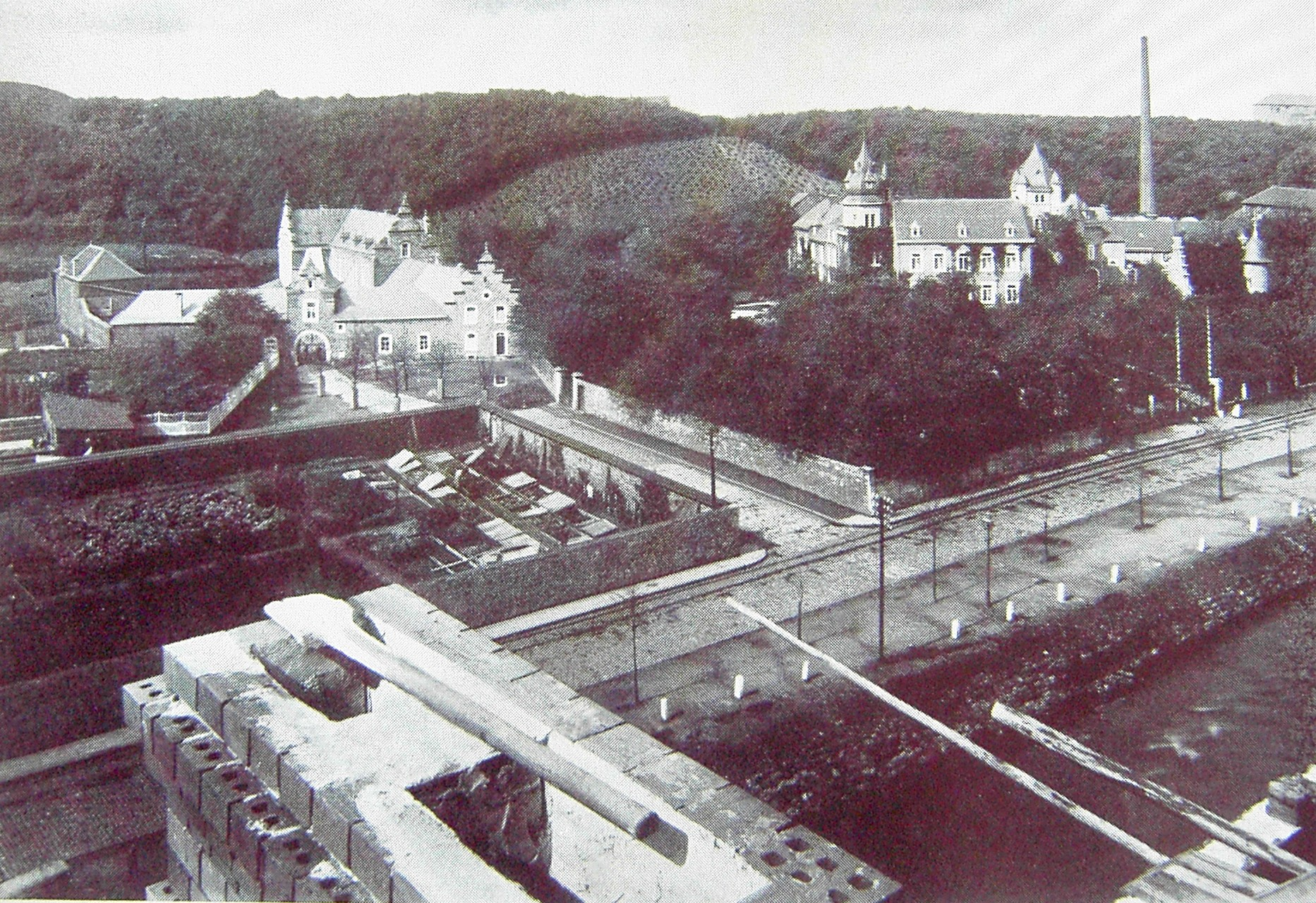
Kupferhöfe Weide (links) und Unterster Hof (rechts) um 1900

Ab 1865 existieren Unterlagen, die über extreme finanzielle Schwierigkeiten auf dem Kupferhof Weide berichten. Robert Schleicher wurde von Verwandten Kredite gegeben. Die Versuche, den Kupferhof zu retten, scheiterten dennoch. Am 24. Januar 1866 erklärte sich Napoleon Schleicher bereit, die Liquidation der Firma Robert Schleicher zusammen mit Eduard und Alwin Schleicher sowie Friedrich Ingelbach vorzunehmen. Dies stellte das Ende der Geschäftstätigkeit Robert Schleichers dar.
1866 herrschte in Stolberg eine Choleraepidemie. Durch diese verlor der Kupferhof Weide zahlreiche fähige Mitarbeiter.
Am 6. März 1866 verkaufte Eduard Schleicher für 5000 Taler die Hamm-Mühle. Zwei Tage später schrieb Napoleon Schleicher, dass man versuchen wolle, die Scherpenseeler Mühle für 14000 Taler zu versteigern. Der Kupferhof Weide wurde von Napoleon an Eduard Schleicher für 6000 Taler verkauft und dies in einem Vertrag vom 31. März 1866 notariell bestätigt. Am 1. Juli 1866 wechselte der Besitzer. Wegen der schlechten wirtschaftlichen Erträge verzögerten sich jedoch die Zahlungen immer wieder, und erst am 25. Januar 1875 wurde die Gesamtsumme bezahlt, die den Gegenwert von nun 18000 Mark des neu gegründeten Deutschen Reichs hatte.
Eduard Schleicher verstarb am 31. Januar 1873, und sein ältester Sohn, der Kommerzienrat Emil Schleicher (* 8. Juli 1850, † 3. Januar 1933), erwarb den Kupferhof Weide am 12. Mai 1875. Er diente bis zum Jahre 1905 als Wohnhof für die Angestellten und Arbeiter der Firma Matth. Lud. Schleicher Sohn und zur Aufnahme der Stallungen für die Arbeitspferde des Unternehmens. Das Gießereigebäude wurde zu Arbeitswohnungen umgebaut.
Während des Wilhelminischen Zeitalters erfolgte sowohl auf dem benachbarten Untersten Hof als auch auf Kupferhof Weide ein Umbau der inzwischen schwer gelittenen Architektur. So wurden die Arbeiterwohnungen in der alten Gießerei abgerissen. Hier entstand ein Hühnerhof. Das Herrenhaus wurde wiederhergestellt und mit historistischen Verzierungen der deutschen Renaissance ausgestattet. Dies galt ebenfalls für den Torbau. Der Kellerbereich wurde in einen Weinkeller umgebaut, denn Emil Schleichers Hobby war der Handel mit Pfälzer Weinen. Da die Lagerkapazität im Untersten Hof nicht ausreichte, wurde der Keller der Weide als zusätzliches Lager benutzt.
Das sehr komfortabel hergerichtete Gebäude war jedoch nur sehr schwer vermietbar, und die Mieter wechselten dauernd.
1934 wurden im Rahmen der Maßnahme zur Schaffung neuen Wohnraumes im Stallgebäude vier kleine Wohnungen angelegt.
Durch Brandbomben wurden am 21. Juli 1944 Teile des Kupferhofes beschädigt. Die Brände konnten jedoch ohne große Probleme gelöscht werden. Am 9. September 1944 erging der Befehl, sämtliche Maschinen des Betriebes zu demontieren und nach Sachsen zu schaffen. Am 12. September 1944 erging der Räumungsbefehl, und am Folgetag verließen sämtliche Bewohner den Kupferhof. Bis zum 20. September 1944 geriet der Hof Weide in die vorderste deutsche Frontlinie, die bis zum 19. November 1944 verteidigt wurde. Während der Kämpfe wurde das Herrenhaus durch Phosphorgranaten in Brand geschossen. Es brannte völlig aus, während sämtliche Nebengebäude fast unbeschädigt blieben.
Inzwischen wurde an der Stelle des ehemaligen Herrenhauses ein im Erscheinungsbild angepasstes Wohnhaus errichtet.